# Timothy B. Schmit
Timothy Bruce Schmit (né le 30 octobre 1947  à Oakland en Californie) est un musicien et auteur-compositeur américain, plus connu comme bassiste et chanteur des groupes Poco et Eagles. Schmit a travaillé en tant que musicien de studio et a aussi eu une carrière solo. Tout jeune, Timothy voulait être pompier, plus tard le premier disque qu'il s'est procuré était Hound Dog par Elvis Presley et ce geste a défini son avenir, il serait musicien.

## Biographie
À l'âge de 15 ans, Timothy forme un trio folk Tim, Tom & Ron, avec deux de ses amis, Tom Phillips guitare et piano ainsi que Ron Floegel aussi à la guitare. L'année suivante, le groupe se trouve un batteur, George Hullin. Ils s'orientent alors plutôt vers la musique surf et le groupe se rebaptise The Contenders. Puis avec l'invasion britannique musicale, le groupe change à nouveau de direction dans un style plus proche des Beatles et se trouve un autre nom, The New Breed ! En 1965, ils sortent un premier simple Green Eyed Woman/I'm in love qui a un succès relatif, deux autres singles suivront en 1966 et un en 1967. The New Breed enregistre aussi un album mais il ne sortira pas avant 1985 à cause de difficultés avec leur label. Pendant ce temps, Timothy poursuit des études de psychologie à l'American River College et au collège d'État de Sacramento, mais il abandonnera vite pour pouvoir se consacrer à plein temps à sa passion : la musique.
En 1968, ils changent à nouveau le nom du groupe et optent pour Glad, ils enregistrent un album Feelin’ Glad alors que Timothy est invité à une audition pour intégrer un nouveau groupe Poco, mais finalement ce sera Randy Meisner qui sera retenu. Poco est formé de deux anciens musiciens de Buffalo Springfield, Richie Furay et Jim Messina ainsi que George Grantham à la batterie. Mais moins d'un an après, Randy Meisner rejoignant The Eagles, Timothy auditionnera une nouvelle fois et sera retenu comme membre de Poco en 1969, il sera donc sur leur deuxième album Poco sorti en 1970. Il y restera jusqu'en 1977 sur l'album Indian Summer, il sera alors remplacé par Charlie Harrison. En 1974, il est invité en tant que choriste sur l'album Pretzel Logic du groupe Steely Dan, on peut l'entendre sur les chansons Rikki don't loose that number et Barrytown. Il sera réinvité à deux reprises par Steely Dan, en 1976 sur l'album The Royal Scam alors qu'il est choriste avec Michael McDonald et en 1977 pour Aja.
Durant ses années avec Poco, Timothy se maria avec une femme prénommée Noreen et, en 1971, ils eurent un enfant qu'ils appelèrent Jeddrah. Mais ils ont divorcé au milieu des années 1970.
En 1977, Glenn Frey approche Timothy pour qu'il remplace Randy Meisner au sein des Eagles. Il quitte donc Poco pour rejoindre le groupe. Après avoir enregistré l'album The Long Run en 1978, celui-ci parait en 1979. Pour cet album, Timothy écrit avec Don Henley et Glenn Frey une chanson intitulée I Can't Tell You Why, qui représente parfaitement le soft rock californien de l'époque. Elle montera jusqu'à la 8e place au Billboard. Schmit intégra aussi dans leur répertoire en concert un titre qu'il avait écrit pour Poco, Keep On Tryin' et qu'il interprètera très souvent en tournée. Après la sortie de l'album, les Eagles tournent énormément, mais des difficultés apparaissent au sein du groupe et l'album Eagles Live de 1980 verra le jour dans la tourmente. La séparation officielle est annoncée après la tournée. Ils reviendront toutefois en 1994 avec l'album live Hell Freezes Over, qui remporte un grand succès entre autres avec la nouvelle version du classique Hotel California, plus acoustique et laid back que l'originale. Deux singles, Get Over It et Love Will Keep Us Alive celui-ci chanté par Timothy B Schmit, sont issus de l'album. Puis en 2007, surprise pour les fans, les Eagles reviennent avec un nouvel album studio Long Road Out of Eden, duquel sont tirés pas moins de cinq singles, How Long, Busy Being Fabulous, No More Cloudy Days, What Do I Do With My Heart et I Don't Want to Hear Anymore. Mais le 18 janvier 2016, la nouvelle tombe et abat les fans du groupe, le décès de Glenn Frey à New York des suites d'une pneumonie issue des complications d'une polyarthrite rhumatoïde. Beaucoup penseront que c'est la fin des Eagles, pourtant après une période de flottement, le groupe revient avec le fils de Glenn, Deacon Frey, à la guitare et au chant. Le groupe est donc de retour sur la route en 2017 avec Don Henley, Joe Walsh et Timothy B. Schmit ainsi que le chanteur et guitariste country Vince Gill. Timothy a d'ailleurs été choriste pour Vince sur son album Exposed en 1993.
Après la séparation temporaire des Eagles de 1980 à 1994, Timothy sera très demandé dans les studios californiens, on peut ainsi le retrouver comme choriste avec nombre d'artistes comme Crosby, Stills & Nash, Toto (il tournera même avec ce groupe en 1983), Poco, Karla Bonoff, Jesse Colin Young, Terence Boylan, Eye To Eye, Elton John, America, Quarterflash, John David Souther, Jimmy Buffett, Dan Fogelberg, Sharon O'Neill, Emile Wandelmer, etc. Il poursuivra sa carrière comme choriste au fil des années, étant toujours très en demande, ainsi on le retrouve sur des albums solo de Joe Walsh et Glenn Frey, mais aussi Bob Seger et Dan Fogelberg, Richard Marx, Gregg Allman And Cher, Ringo Starr en solo et avec le All-Starr Band, etc.

## Discographie
Cette discographie complète a été compilée après de fructueuses recherches sur le Site Officiel de l'artiste ainsi que sur le site discographique Discogs dont les adresses apparaissent en bas de page dans la section Références, ainsi que dans la section Liens externes.

### The New Breed

#### Singles
- Green Eye'd Woman/I'm In Love (1965)
- Want Ad Reader/One More For The Good Guys (1966)
- I've Been Wrong Before/Leave Me Be (1966)
- Fine With Me/The Sound Of The Music (1967)

#### Albums
- Want Ad Reader (1985)
- The New Breed Wants You! (2010) - Compilation.

### Glad
- Feelin' Glad (1968)
- feed the fire (2001)
- Glad Featuring Timothy B. Schmit - Feelin' Glad (2010) - Réédition

### Poco
- Poco (1970)
- From The Inside  (1971)
- Deliverin' (1971)
- A Good Feelin' To Know (1972)
- Crazy Eyes (1973) - Avec Bob Ezrin au piano.
- Poco Seven (1974) - Avec Jim Messina à la mandoline et Burton Cummings aux claviers.
- Cantamos (1974)
- Head Over Heels (1975) - Donald Fagen aux synthétiseurs.
- Rose Of Cimarron (1976) - Paul Weller du groupe The Jam à la guitare et au chant.
- Live (1976)
- Indian Summer (1977) - Donald Fagen aux synthétiseurs.

### The Eagles

#### Album studio
- The Long Run (1979)
- Long Road Out Of Eden (2007)

#### Albums live
- Eagles Live (1980)
- Hell Freezes Over (1994)

#### Compilations
- Selected Works 1972-1999 (200) - Coffret 4 CD
- The Very Best Of The Eagles (2003)
- The Complete Greatest Hits (2003) - 2 CD
- Eagles (2005) - Coffret 7 CD
- The Studio Albums 1972-1979 (2013) - Coffret 6 CD

### Solo
- Playin' It Cool (1984)
- Timothy B (1987)
- Tell Me The Truth (1990)
- Feed the Fire (2001)
- Expando (2009)
- Leap of Faith (2016)

### Participations
- Jeanie Greene – Mary Called Jeanie Greene (1971) - Chœurs sur Swaziland Remembered sous le nom de Tim Schmit.
- Redwing – What This Country Needs (1972) : Basse.
- Steely Dan – Pretzel Logic (1974) - Chœurs sur Rikki Don't Lose That Number et Barrytown.
- Gene Clark – No Other (1974) - Chœurs sur 4 chansons.
- Thomas Jefferson Kaye – First Grade - Chœurs sur 7 chansons sous le nom de Tim Schmit.
- Linda Ronstadt – Heart Like A Wheel (1974) - Basse sur You Can Close Your Eyes.
- Jeffrey Comanor – A Rumor In His Own Time (1976) - Chœurs.
- Eric Andersen - Sweet Surprise (1976) - Chœurs
- Chris Hillman – Slippin' Away (1976) - Chœurs sur 3 chansons.
- Roger McGuinn – Cardiff Rose (1976) - Chœurs sous le nom de Timmy Schmit.
- Steely Dan – The Royal Scam -(1976) - Chœurs avec Michael McDonald.
- Chris Hillman – Clear Sailin' (1977) - Chœurs.
- Steely Dan – Aja (1977) - Chœurs sur 3 chansons.
- Terence Boylan – Terence Boylan (1977) - Chœurs sur tout l'album.
- The Cate Brothers - Cate Brothers Bands (1977) : Chœurs.
- Firefall Luna - Sea (1977) - Chœurs.
- Tim Moore - White Shadows (1977) - Chœurs.
- Randy Newman - Little Criminals (1977) - Chœurs sur Short People.
- Joe Walsh – "But Seriously, Folks..." (1978) - Chœurs sur  Tomorrow.
- Dane Donohue - Dane Donohue (1978) - Chœurs sur Casablanca.
- Richie Furay - Dance a Little Light (1978) - Chœurs.
- Richie Furay - I Still Have Dreams (1979) - Chœurs.
- Michael Murphy - Peaks, Valleys, Honky Tonks & Alleys (1979) - Chœurs.
- Terence Boylan – Suzy (1980) - Chœurs sur 5 chansons.
- America Alibi (1980) - Chœurs.
- Elton John - 21 at 33 (1980) - Chœurs sur White Lady White Powder.
- Boz Scaggs - Hits! (1980) - Chœurs.
- Bob Seger & The Silver Bullet Band – Against The Wind (1980) - Chœurs sur Fire Lake avec Don Henley et Glenn Frey.
- The Robbin Thompson Band – Two "B's" Please (1980) - Chœurs.
- Joe Vitale - Plantation Harbor (1980) - Chœurs.
- Joe Walsh - There Goes the Neighborhood (1981) - Chœurs sur Things.
- Quarterflash - Quarterflash (1981) - Chœurs.
- Gary Wright – The Right Place (1981) - Chœurs sur Intro / Heartbeat - A été réédité en 2015.
- America - View From The Ground (1982) - Chœurs avec Carl Wilson, Christopher Cross, etc.
- Crosby, Stills & Nash – Daylight Again (1982) - Chœurs.
- Eye To Eye – Eye To Eye (1982) - Chœurs sur Time Flys.
- Don Henley - I Can't Stand Still (1982) - Chœurs, guitare, basse sur Nobody's Business
- Robbie Patton - Orders From Headquarters (1982) - Chœurs.
- Toto – Toto IV (1982) - Chœurs sur I Won't Hold You Back, Good For You et Africa.
- Karla Bonoff - Wild heart of the young (1982) - Chœurs sur Personally avec Don Henley.
- Steve Cropper – Night After Night (1982) - Chœurs.
- Jesse Colin Young – The Perfect Stranger (1982) - Chœurs.
- Don Felder - Airborne (1983) - Chœurs sur 4 chansons.
- Josh Leo - Rockin' on 6th (1983) - Chœurs sur 5 chansons.
- Marci Levi - Marcella (1983) - Chœurs.
- Juice Newton - Dirty Looks (1983) - Chœurs.
- Sharon O'Neill - Foreign Affairs (1983) - Chœurs sur 5 chansons.
- Prism - Beat Street (1983) - Chœurs.
- Quarterflash - Take Another Picture (1983) - Chœurs.
- Joe Walsh - You Bought It: You Name It (1983) - Chœurs sur Here We Are Now avec Don Henley.
- Poco : Inamorata (1984) - Chœurs sous le nom de Tim Schmit.
- America - Perspective (1984) - Chœurs sur Cinderella.
- Dan Fogelberg Windows & Walls - (1984) - Chœurs sur 3 chansons.
- John David Souther - Home by Dawn (1984) - Chœurs sur Bad News Travels Fast.
- Carl Wilson - Youngblood (1984) - Chœurs.
- Joe Walsh - Confessor (1985) - Chœurs.
- Jimmy Buffett - Last Mango in Paris (1985) - Chœurs.
- Gregg Allman And Cher - Allman and Woman: Two the Hard Way (1986) - Chœurs.
- Bob Seger & The Silver Bullet Band - Like a Rock (1986) - Chœurs.
- Marc Jordan - Talking Through Pictures (1987) - Chœurs.
- Little America - Little America (1987) - Chœurs et claquement de mains sur Standin' On Top.
- Richard Marx - Richard Marx (1987) - Chœurs sur Should’ve Known Better et Don't Mean Nothing.
- Stacey Q - Nights Like This (1987) - Chœurs.
- Martha Davis - Policy (1987) - Chœurs sur My Promise.
- James Lee Stanley - Ripe Four Distraction (1988) - Chœurs.
- Jimmy Buffett - Hot Water (1988) - Chœurs sur L'Air De La Louisiane, Prince Of Tides et Great Heart, basse sur L'Air De La Louisiane.
- Glenn Frey - Soul Searchin' (1988) - Chœurs sur Some Kind Of Blue et Let's Pretend We're Still In Love.
- The Jeff Healey Band - See the Light (1988) - Chœurs sur River Of No Return, Angel Eyes et I Need To Be Loved.
- L.A. Workshop - Norwegian Woods, Vol. 1 (1988) - Chœurs.
- New Frontier - New Frontier (1988) - Chœurs.
- Boz Scaggs - Other Roads (1988) - Chœurs sur Right Out Of My Head.
- Jimmy Buffett - Off to See the Lizard (1989) - Chœurs.
- Jon Butcher Axis - Pictures from the Front (1989) - Chœurs.
- Sheena Easton - Lover in Me (1989) - Chœurs sur Without You.
- Julian Lennon - Mr. Jordan (1989) - Chœurs.
- Dan Fogelberg - Wild Places (1990) - Chœurs sur The Wild Places, Song Of The Sea et The Spirit Trail.
- David Foster - River of Love (1990) - Chœurs sur Is There A Chance?
- Marc Jordan - C.O.W. (Conserve Our World) (1990) - Chœurs.
- Jack Mack - Jack It Up (1990) - Chœurs.
- Roger McGuinn - Back from Rio (1990) - Chœurs sur The Time Has Come et Your Love Is A Gold Mine.
- The Simpsons - Simpsons Sing the Blues (1990) - Chœurs sur 3 chansons.
- Toto - Past to Present 1977-1990 (1990) - Chœurs.
- Kevin Welch - Kevin Welch (1990) - Chœurs.
- Crosby, Stills & Nash – Crosby, Stills & Nash (1991) - Chœurs. Coffret 4 CD Contient Daylight Again de 1982.
- Jesse Colin Young - Best of Jesse Colin Young (1991) - Chœurs
- Jimmy Buffett - Boats, Beaches, Bars & Ballads (1992) - Chœurs
- Firefall - Greatest Hits (1992) - Chœurs
- Roger McGuinn - Born to Rock & Roll (1992) - Chœurs.
- Spinal Tap - Break Like the Wind (1992) - Chœurs sur Cash On Delivery et Christmas With The Devil.
- Clint Black - No Time to Kill  (1993) - Chœurs sur 5 chansons.
- Andy Childs - Andy Childs (1993) - Chœurs.
- Lauren Harriet - Round Up the Usual Suspects (1993) - Chœurs.
- Kathy Mattea - Walking Away a Winner (1993) - Chœurs.
- Vince Neil - Exposed (1993) - Chœurs.
- Open Skyz - Open Skyz (1993) - Chœurs sur Nothing Without You.
- Poison - Native Tongue (1993) - Chœurs.
- Steely Dan - Citizen Steely Dan (1993) - Chœurs. - Coffret 4 CD
- Ringo Starr and His All Starr Band Volume 2 : Live From Montreux (1993) - Basse, chant et chœurs.
- Burton Cummings - The Burton Cummings Collection (1994) - Chœurs.
- Richard Marx - Paid Vacation (1994) - Chœurs avec Marilyn Martin sur Goodbye Hollywood.
- Peter Tork - Stranger Things Have Happened (1994) - Chœurs sur Stranger Things Have Happened sous le nom de Tim.
- Various Artists - Common Thread: Songs of the Eagles (1994) - Chœurs sur I Can't Tell You Why.
- Jesse Colin Young - Crazy Boy (1995) - Chœurs.
- James Lee Stanley - Domino Harvest (1995) - Chœurs.
- John Fogerty – The Blue Ridge Rangers Rides Again (2009) - Chœurs sur Garden Party avec Don Henley.
- Don Henley - Actual Miles: Henley's Greatest Hits (1995) - Chœurs sur 2 chansons.
- Nelson - Because They Can (1995) - Chœurs sur 4 chansons.
- Bad Company - Stories Told & Untold (1996) - Chœurs.
- The Beach Boys - Stars & Stripes, Vol. 1 (1996) - Chœurs.
- Thomas Jefferson Kaye - Not Alone (1996) - Chœurs sur 8 chansons.
- Eric Andersen - Collection (1997) - Chœurs.
- Michael Bruce - In My Own Way (1997) - Chœurs.
- Dan Fogelberg - Portrait (1997) - Chœurs. - Coffret 4 CD Compilation.
- Tim McGraw - Everywhere (1997) - Chœurs.
- Saison - So in Love [#2] (1997) - Chœurs.
- Boz Scaggs - My Time: The Anthology (1969-1997) (1997) - Chœurs sur Look What You've Done To Me avec Don Henley et Glenn Frey.
- The Wilsons - Wilsons (1997) - Chœurs sur 'Til I Die.
- Various Artists - Bridge Schools Concerts Vol. 1 (1997) - Chœurs et basse sur Yes It Is de Don Henley.
- Gary Wright - Best of the Dream Weaver (1998) - Chœurs.
- Brady Seals - Brady Seals (1998) - Chœurs.
- America - Human Nature (1998) - Chœurs.
- Crosby, Stills & Nash - Carry On (1998) - Chœurs sur Wasted On The Way et Southern Cross. Compilation 2 CD.
- Randy Newman - Guilty: 30 Years of Randy Newman (1998) - Chœurs sur Short People sous le nom de Tim Schmit. Coffret 4 CD.
- The Simpsons - Yellow Album (1998) - Chœurs sur Every Summer With You avec Gerry Beckley du groupe America.
- Pam Tillis - Everytime (1998) - Chœurs.
- Bruce Graitsch - Lyre in a Windstorm (1999) - Chœurs, guitare.
- Ringo Starr - Vertical Man (1999) - Chœurs sur La De Da et Puppet.
- Toto - Mindfields (1999) - Chœurs sur 4 chansons.
- Steely Dan - Showbiz Kids: The Steely Dan Story (2000) - Orchestrations
- America - Highway: 30 Years of America (2000) - Chœurs sur Survival.
- Dan Fogelberg – Live - Something Old, New Borrowed ... And Some Blues - Basse et chœurs sur 6 chansons.
- Jed - If These Shoes Could Talk (2000) - Chœurs.
- Elton John - The Road to El Dorado Soundtrack (2000) - Chœurs sur Without Question.
- Saison - I Believe (2000) - Chœurs.
- Ringo Starr - I Wanna Be Santa Claus (2001) - Chœurs sur 3 chansons.
- America - The Definitive America (2001) - Chœurs sur Survival.
- Ringo Starr - The Anthology... So Far (2001) - Compilation.
- Randy Newman - Best of Randy Newman (2001) - Chœurs.
- Tom Rush - Merrimack County/Ladies Love Outlaws (2001) - Chœurs.
- Jeff Larson - Fragile Sunrise (2002) - Chœurs.
- Tim McGraw - Tim McGraw and the Dancehall Doctors (2002) - Chœurs sur Illegal.
- Dan Fogelberg - Essential Dan Fogelberg (2003) - Chœurs.
- Robert Lamm - Subtlety & Passion (2003) - Chœurs.
- Bob Seger & The Silver Bullet Band - Greatest Hits, Vol. 2 (2003) - Chœurs.
- Ringo Starr - Ringo Rama (2003) - Chœurs sur 4 chansons.
- Toto - Love Songs (2003) - Chœurs.
- Dwight Yoakam - Population : Me (2003) - Chœurs sur The Late Great Golden State.
- Warren Zevon - Wind (2003) - Chœurs sur She's Too Good For Me avec Don Henley.
- Pat Boone - Ready to Rock (2004) - Chœurs.
- Jeddrah - Famous (2004) - Chœurs.
- Katy Rose - Because I Can (2004) - Chœurs.
- David Pack - The Secret Of Movin’ On (2005) - Chœurs sur Where We Started From. Ann Wilson est aussi sur l'album.
- Dwight Yoakam - Blame The Vain (2005) - Chœurs sur 3 chansons.
- Richie Furay - The Heartbeat of Love (2006) - Chœurs sur My Heart's Crying Tonight.
- Albert Lee and Hogan's Heroes - In Between the Cracks (2007)  - Chœurs.
- Ringo Starr - Ringo 5.1: The Surround Sound Collection (2008) - Sur Memphis in Your Mind, basse et chant.
- Paul Carrack - I Know That Name (2008) - Chant sur I Don't Want to Hear Any More.
- John Fogerty - The Blue Ridge Rangers Ride Again (2009) - Chant sur Garden Party, avec John Fogerty et Don Henley.
- Neil Diamond - Dreams (2010) - Chœurs sur Feels Like Home.
- Marc Jordan - Crucifix in Dreamland (2010) - Chœurs sur Hueco Tanks.
- Artistes variés - Let Us In Nashville: A Tribute to Linda McCartney (2011) Chant sur Every Night.
- The Beach Boys - Made in California (2013) - Chant. - Compilation 6 CD.
- Ringo Starr - Give More Love (2017) - Chœurs sur 3 chansons.

## Filmographie

### The Eagles
- 1994 : Hell Freezes Over
- 2003 : Hole in the World DVD Single
- 2005 : Farewell 1 Tour (Live from Melbourne)
- 2013 : History of the Eagles